# NGC 5663
NGC 5663 ist eine Linsenförmige Galaxie vom Hubble-Typ E-S0 im Sternbild Waage. Sie ist rund 299 Millionen Lichtjahre von der Milchstraße entfernt.
Sie wurde am 31. Mai 1886 von Francis Leavenworth entdeckt.